# Cetkovice
Cetkovice (deutsch Zetkowitz, früher Czetkowitz) ist eine Gemeinde in Tschechien. Sie liegt sechs Kilometer südlich von Jevíčko und gehört zum Okres Blansko.

## Geographie

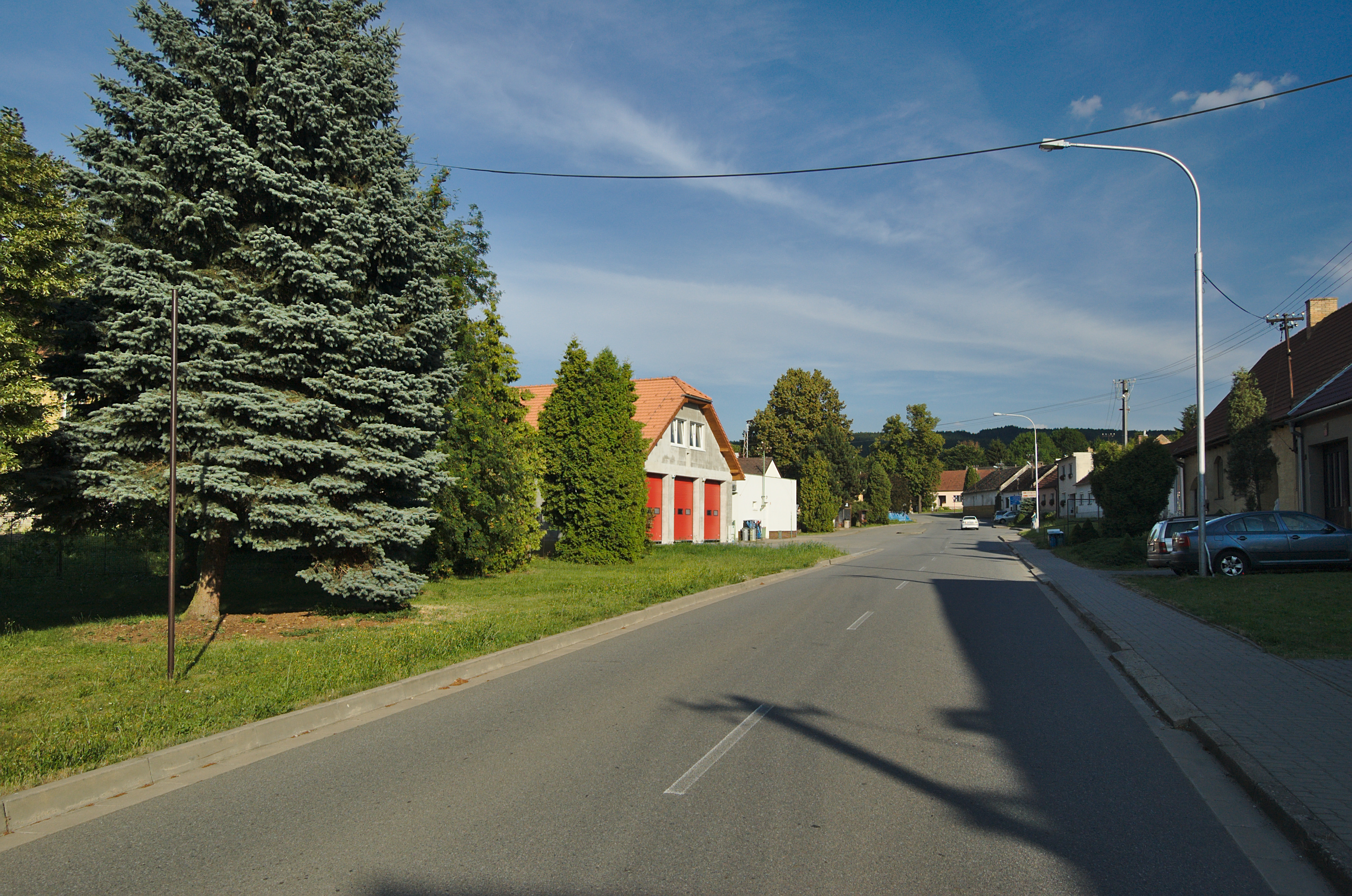
Cetkovice

Cetkovice befindet sich am nordwestlichen Fuße des Drahaner Berglandes in dem als Kleine Hanna bezeichneten nördlichen Teil der Boskowitzer Furche. Westlich des Dorfes vereinen sich die Bäche Světelský und Borotínský potok zum Uhřický potok. Ebenfalls westlich in einem reichlichen Kilometer Entfernung verläuft die Eisenbahnstrecke zwischen Chornice und Boskovice, die nächste Bahnstation Cetkovice liegt anderthalb Kilometer nordwestlich des Dorfes auf freiem Feld. Jenseits der Eisenbahn befindet sich die Trasse der unvollendeten Reichsautobahn Wien-Breslau. Nordöstlich erhebt sich die Vrchhora (554 m), im Osten der Perlov (507 m) und die Lipina (589 m).
Nachbarorte sind Jevíčko und Uhřice im Norden, Brodek und Úsobrno im Nordosten, Skřípov im Osten, Nové Sady und Pohora im Südosten, Mořicův Dvůr, Přívěsť und Světlá im Süden, Pamětice und Vanovice im Südwesten, Borotín im Westen sowie Velká Roudka und Velké Opatovice im Nordwesten.

## Geschichte
Die erste schriftliche Erwähnung von Czetkowicz erfolgte im Jahre 1078, als Markgraf Otto I. den Gau Úsobrno dem Kloster Hradisch schenkte. Der als Häuserreihe um einen sehr großen Marktplatz errichtete Ort lässt eine Gründung als städtische Siedlung vermuten. Am Übergang vom 14. zum 15. Jahrhundert befand sich in Cetkovice der Sitz des Rittergeschlechts von Puklitz. Am 23. Juli 1490 bewilligte Wladislaw Jagiellos dem Abt Jan des Klosters Hradisko zur Verpfändung  der Propstei Knínice an Jindřich von Jezera und Vítek von Ptení. Zum Pfand gehörte auch ein Teil von Cetkovice. 1499 verpfändete Wladislaw Jagiello die Propstei Knínice mit den Städtchen Knínice und Svitávka sowie den Dörfern Uhřice, Úsobrno, Světlá, Cetkovice, Šebetov, Kořenec und Okrouhlá an seinen Berater Ladislav von Boskowitz. Dieser errichtete in Knínice eine Grundherrschaft und schloss ihr weitere Dörfer an. Später gelangte die Herrschaft an das Kloster Hradisch zurück. Im Laufe des 16. Jahrhunderts wurde Šebetov zum neuen Herrschaftssitz ausgebaut und der Orden ließ dort als Residenz ein großes Schloss errichten. Für den Abt Pavel Václavík entstand im Zentrum von Cetkovice ein kleines Schlösschen als Sommersitz. Nach der Aufhebung des Klosters im Zuge der Josephinischen Reformen fielen dessen Güter am 18. August 1784 dem Religionsfonds zu. Ab 1784 besuchten die Kinder der Protestanten die Schule in Vanovice. Am 27. Juni 1785 legte ein Großbrand das gesamte Dorf in Schutt und Asche. Zum Ende des 18. Jahrhunderts wurde im Tal nordöstlich von Cetkovice die Ansiedlung Brodek angelegt. Ein weiteres Großfeuer erfasste am 25. Juli 1818 erneut den ganzen Ort einschließlich der Kirche und des Pfarrhauses. 1825 kaufte Karl Graf Strachwitz die Herrschaft Šebetov. Sein Sohn Moritz Graf Strachwitz erbte 1837 den Besitz.
Nach der Aufhebung der Patrimonialherrschaften bildete Četkovice/Czetkowitz ab 1850 mit dem Ortsteil Brodek eine Gemeinde in der Bezirkshauptmannschaft Moravská Třebová. 1855 wurde die Gemeinde der Bezirkshauptmannschaft Jevíčko zugeordnet, die 1868 wieder aufgehoben wurde. Zwischen 1860 und 1865 gehörten die Güter Karl Octavius zur Lippe-Weißenfeld. 1865 wurden die Grafen Strachwitz kurzzeitig wieder Besitzer der Šebetover Güter. Im Zuge der Zwangsvollstreckung ersteigerte im selben Jahre der Wiener Fabrikant Johann May den Besitz, den er 1877 dann an Moritz von Königswarter verkaufte. Seit dem Ende des 19. Jahrhunderts wird die Gemeinde als Cetkovice/Zetkowitz bezeichnet. 1929 entstand nördlich von Brodek die Talsperre Lipina. Während der deutschen Besetzung war Zetkowitz zwischen 1941 und 1945 dem politischen Bezirk Boskowitz zugeordnet. Nach Kriegsende wurde die Gemeinde zunächst wieder Teil des Okres Moravská Třebová und 1949 wiederum dem Okres Boskovice zugewiesen. Mit Beginn des Jahres 1961 wurde Cetkovice dem Okres Blansko zugeordnet. Cetkovice und Brodek sind heute zu einem geschlossenen Siedlungsgebiet zusammengewachsen.

## Gemeindegliederung
Für die Gemeinde Cetkovice sind keine Ortsteile ausgewiesen. Zu Cetkovice gehört die Ortslage Brodek.

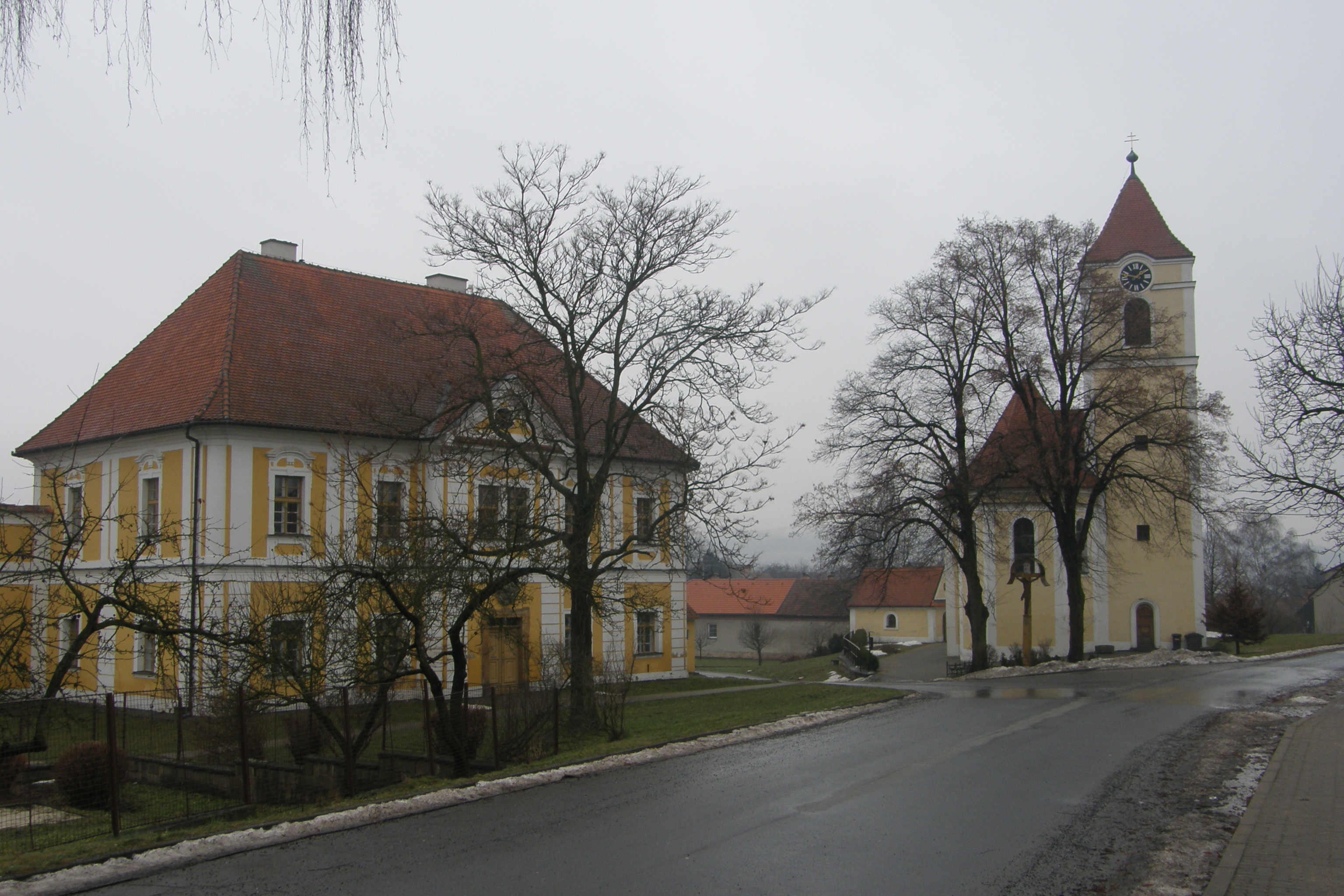
Kirche und Pfarrhaus in Cetkovice

## Sehenswürdigkeiten
- barocke Kirche des hl. Philippus und Jakobus, errichtet 1699, ihre heutige Gestalt erhielt sie nach dem Bränden von 1785 und 1818
- Schloss Cetkovice, es entstand 1762 als Sommersitz des Abtes Pavel Ferdinand Václavík, seit der Aufhebung des Klosters und dem Tod Václavíks am 13. November 1784 dient es als Pfarrhaus
- Kapelle Ecce homo, errichtet 1886
- Holzkreuz an der Kirche, errichtet zum Gedenken an den verheerenden Brand von 1785